# Meistaraflokkur (1952)
Sezon 1952 był 41. sezonem o mistrzostwo Islandii. Drużyna Akraness nie obroniła tytułu mistrzowskiego, mistrzem została drużyna KR, zdobywając w czterech meczach siedem punktów. Ze względu na brak systemu ligowego żaden zespół nie spadł ani nie awansował po sezonie.

## Drużyny
Po sezonie 1951 nie nastąpiły żadne zmiany w składzie ligi, wobec czego do sezonu 1952 przystąpiło pięć zespołów.
| Uczestnicy poprzedniej edycji                                                                                 | Uczestnicy poprzedniej edycji | Uczestnicy poprzedniej edycji | Uczestnicy poprzedniej edycji |
| --- | ----------------------------- | ----------------------------- | ----------------------------- |
| ÍA | Akraness                      | 1                             |                               |
| VAL | Valur                         | 2                             |                               |
| KRE | KR                            | 3                             |                               |
| VÍR | Víkingur Reykjavík            | 4                             |                               |
| FRA | Fram                          | 5                             |                               |
| Oznaczenia: - kolumna pierwsza – skróty nazw drużyn, - kolumna trzecia – miejsce zajęte w poprzednim sezonie. |                               |                               |                               |

## Tabela
| Lp. | Drużyna            | M | Z | R | P | Bramki | Bramki | +/– | Pkt |
| --- | ------------------ | - | - | - | - | ------ | ------ | --- | --- |
| 1   | KR (M)             | 4 | 3 | 1 | 0 | 7      | 3      | +4  | 7   |
| 2   | Akraness           | 4 | 3 | 0 | 1 | 12     | 6      | +6  | 6   |
| 3   | Fram               | 4 | 2 | 0 | 2 | 8      | 9      | −1  | 4   |
| 4   | Valur              | 4 | 0 | 2 | 2 | 3      | 5      | −2  | 2   |
| 5   | Víkingur Reykjavík | 4 | 0 | 1 | 3 | 3      | 10     | −7  | 1   |

## Wyniki
| Gospodarz \ Gość   | ÍA  | FRA | KRE | VAL | VÍR |
| Akraness           |     | 5:3 |     |     | 6:2 |
| Fram               |     |     | 2:3 | 2:1 |     |
| KR                 | 1:0 |     |     | 1:1 |     |
| Valur              | 0:1 |     |     |     | 1:1 |
| Víkingur Reykjavík |     | 0:1 | 0:2 |     |     |

Źródło: Knattspyrnusamband Íslands (isl.)
Objaśnienia:
1Drużyna gospodarzy jest wymieniona po lewej stronie tabeli.
Kolory: zielony – zwycięstwo gospodarzy, żółty – remis, różowy – zwycięstwo gości.